# Shi Meng
Shi Meng (13 de agosto de 1979) é uma triatleta profissional chinesa. 

## Carreira

### Sydney 2000
Shi Meng disputou os Jogos de Sydney 2000, terminando em 40º lugar com o tempo de 2:16:40.73. 